# Linkový kód

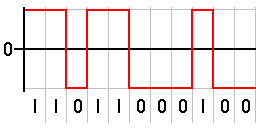
Příklad kódování binárního signálu pomocí pravoúhlé pulzní amplitudové modulace s polárním kódem Non return to zero (NRZ)

Příklad bipolárního kódování (AMI)

11011000100 v Kódování Manchester

Příklad Diferenciálního kódování Manchester

Příklad kódu Biphase mark code

Příklad kódování MLT-3 (Multi-Level Transmit)

Linkový kód je libovolný způsob reprezentace digitálního signálu pro přenos elektrickým kabelem v základním pásmu, bez použití modulace. Linkové kódy se používají i pro přenos optickými kabely, pro magnetický a optický záznam informací a na principu linkových kódů jsou vytvořeny i čárové kódy.
Nejjednodušší linkový kód Non Return to Zero, u kterého je nula reprezentována jednou úrovní napětí a jednička jinou, je pro některá použití nevýhodný:
- může obsahovat stejnosměrnou složku
- neposkytuje prostředky pro synchronizaci přijímače s vysílačem
- nemá prostředky pro odhalování chyb přenosu

Proto byla vyvinuta celá řada dalších linkových kódů pro různá použití. Moderní linkové kódy jsou obvykle konstruovány tak, aby zabezpečily synchronizaci přijímače s vysílačem a zároveň používaly minimální šířku pásma pro dosažení co největší přenosové rychlosti nebo co největší hustoty záznamu.

## Rozdělení linkových kódů
Linkové kódy je možné rozdělit podle různých kritérií:
- Dělení podle počtu úrovní:
  - dvojúrovňové
  - trojúrovňové
  - víceúrovňové
- Dělení podle návratu k nule:
  - s návratem k nule (anglicky Return to Zero, RZ)
  - bez návratu k nule (anglicky Non Return to Zero, NRZ)

## Linkové kódy
Mezi linkové kódy patří:
- Non Return to Zero (NRZ – bez návratu k nule)
- Return to Zero (RZ – s návratem k nule)
- Bipolární kódování (AMI – Alternate mark inversion)
- Coded Mark Inversion (CMI)
- Biphase Mark Code (BMC)
- Hammingův kód
- HDB3
- Pulzně amplitudová modulace (PAM)
- 2B1Q
- Kódování Manchester
- Diferenciální kódování Manchester
- 4B5B
- 5B3T